# یووان ولالوکین
یووان ولالوکین (سیریلیک صربی: Јован Влалукин؛ زادهٔ ۲۱ مهٔ ۱۹۹۹) بازیکن فوتبال اهل صربستان است.
وی همچنین در تیم‌های ملی فوتبال زیر ۲۱ سال صربستان، و صربستان بازی کرده‌است.